# Влёра
Влёра (Вло́ра, Вло́на, алб. Vlora) — город на юге Албании, административный центр области Влёра и округа (рети) Влёра. Железнодорожная станция. Морской порт на берегу залива Влёра Адриатического моря. Население около 66 тыс. жителей (по оценке на 2015 год). Четвёртый по населению город Албании.

## История
С VI века до н. э. на месте Влёры существовала греческая колония Авлон (др.-греч. Αὐλών). В течение IV века до н. э. часто упоминается в качестве важного порта для кораблей, которые плыли из Отранто и Бриндизи, и переправочного пункта между двумя другими античными городами в Албании Бутринтом и Аполлонией.
В 1481 году греческий военачальник на неаполитанской службе Крокодилос Кладас при поддержке местных греческих и албанских повстанцев отбил город у турок. Город десять лет находился под контролем Неаполитанского королевства.
В средние века город был также известен под названием Вало́на (итал. Valona; слав. Авлона).
28 ноября 1912 года Исмаил Кемали провозгласил во Влёре независимость страны, город стал первой столицей независимой Албании. В 1920 году, во время войны с Италией, Влёра стала местом ожесточённых боёв. После Первой мировой войны, по албано-итальянскому протоколу от 2 сентября 1920 года, Влёра осталась за Албанией, но близлежащий остров Сазани был уступлен Италии. 
С 1955 по 1962 год база Паша-Лиман близ Орикума использовалась ВМФ СССР как военно-морская база, а затем, в связи с выходом Албании из Варшавского договора, была потеряна в этом качестве.
В 1997 году город оказался одним из мест, где начались получившие широкую известность беспорядки.

## Образование
В городе находится Университет Исмаила Кемали, основанный в 1994 году.

## Достопримечательности
- Этнографический музей.
- Исторический музей.
- Музей Независимости.
- Мечеть Мурадие.
- Крепость Канини  в местечке Канина.
- Крепость Порто-Палермо.
- Руины крепости Гимара в местечке Гимара.
- Церкви XII—XIV веков Святого Стефана и Святого Митрия в местечке Дерми.
- Монастырь Пресвятой Богородицы[англ.] на острове Звернеци.
- Античный амфитеатр Орика (I век до н. э.)
- Церковь Мармирои (алб. Kisha e Marmiroit) вблизи лимана Паши-Лиман в городе Орикуме.
- Монумент Независимости.

## Города-побратимы
- Измир, Турция (1994)[9]

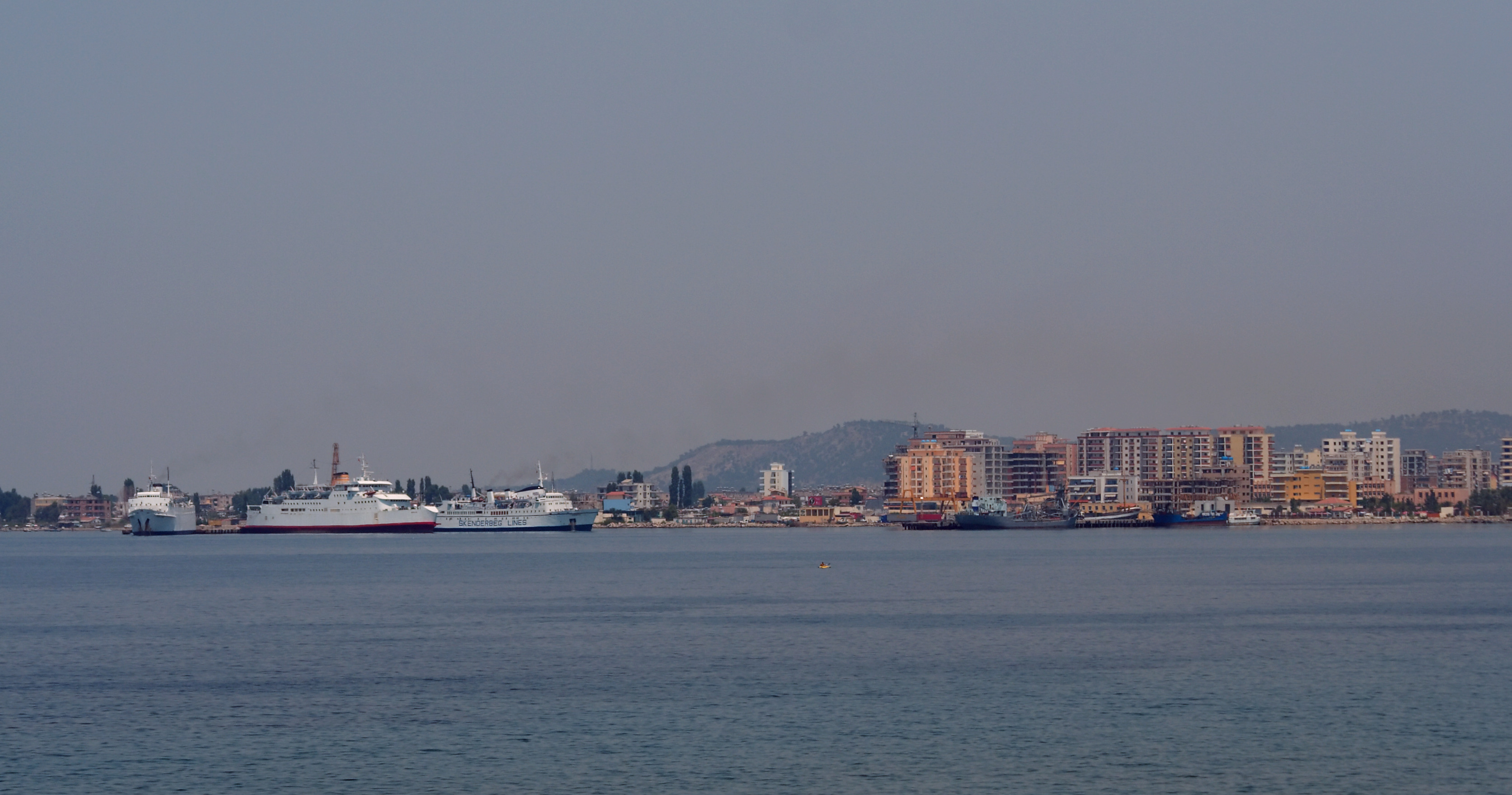
Порт Влёры
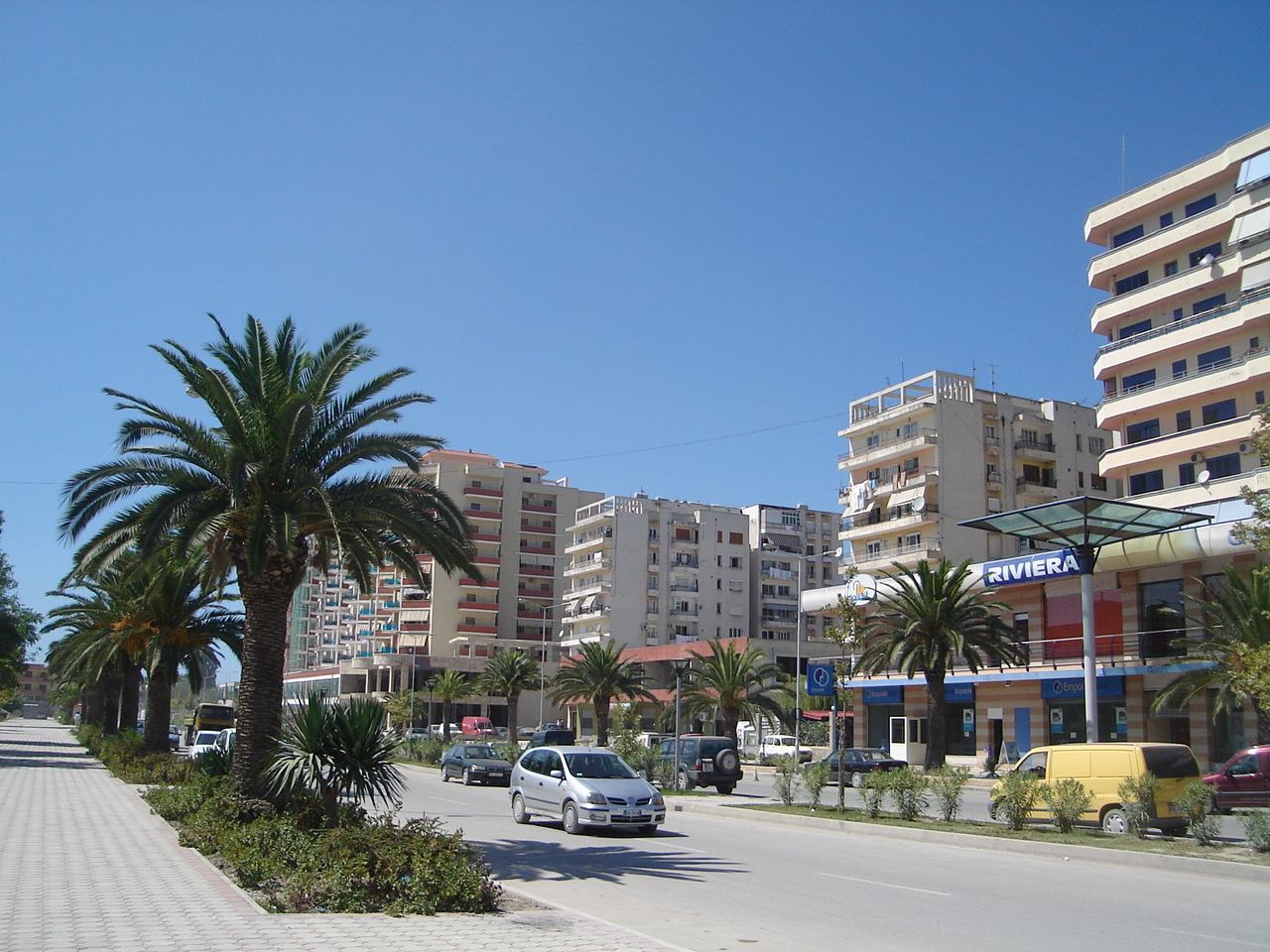
Улица во Влёре
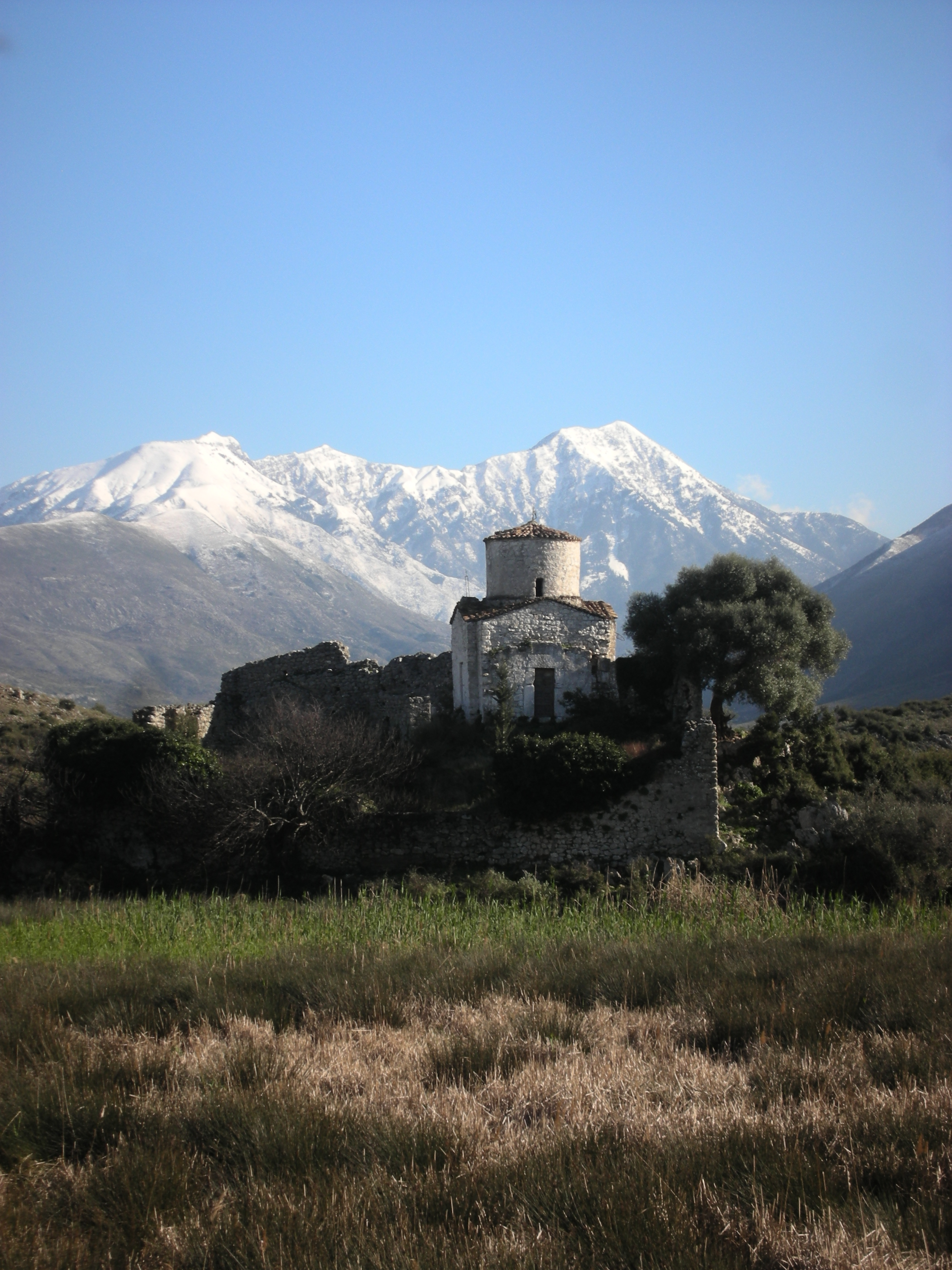
Церковь Мармирои близ лимана Паши-Лиман в городе Орикум
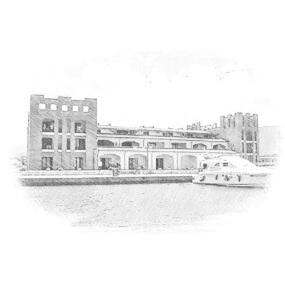
Порт Влёра